# Panaeolus semiovatus var. semiovatus
Panaeolus semiovatus var. semiovatus, cũng gọi là Panaeolus semiovatus và Anellaria separata,, là một loại nấm có kích thước trung bình có màu da bò mọc trên phân ngựa, và có bào tử đen. Trong khi một số hướng dẫn liệt kê loài này là ăn được, một vài người trải nghiệm đau dạ dày sau khi ăn chúng.

## Mô tả
Mũ nấm đường kính dài lên đến 8 cm, màu da bò sẫm hoặc trắng, hình parabol đến gần lồi khi nấm già hơn. Nó dính khi ướt và thường có nếp nhăn khi khô. Cành dài 15 cm x 20 mm, rắn chắc và mịn màng, có vòng tròn màu trắng, nhưng thường bị sưng bởi các bào tử đang rụng. Các mang được gắn liền, rộng hơn ở giữa, và thu hẹp ở cả hai đầu, chúng có màu nâu đến đen. Thịt là màu trắng, hoặc màu rơm.
Loài này phân bố rộng rãi và có mặt ở nhiều vùng ôn đới trên thế giới.
Giống Panaeolus semiovatus rất giống nhau. Phalaenarum (Fr.) Ew. Gerhardt. 1996 syn. Panaeolus phalaenarum (Con bò) Quel. Là mảnh mai hơn (nắp 2–4 cm), và thiếu vòng.
Loài rất tương tự Panaeolus semiovatus var. phalaenarum (Fr.) Ew. Gerhardt. 1996 syn. Panaeolus phalaenarum (Bull.) Quel. mảnh hơn (mũ nấm 2–4 cm), và không có ring.

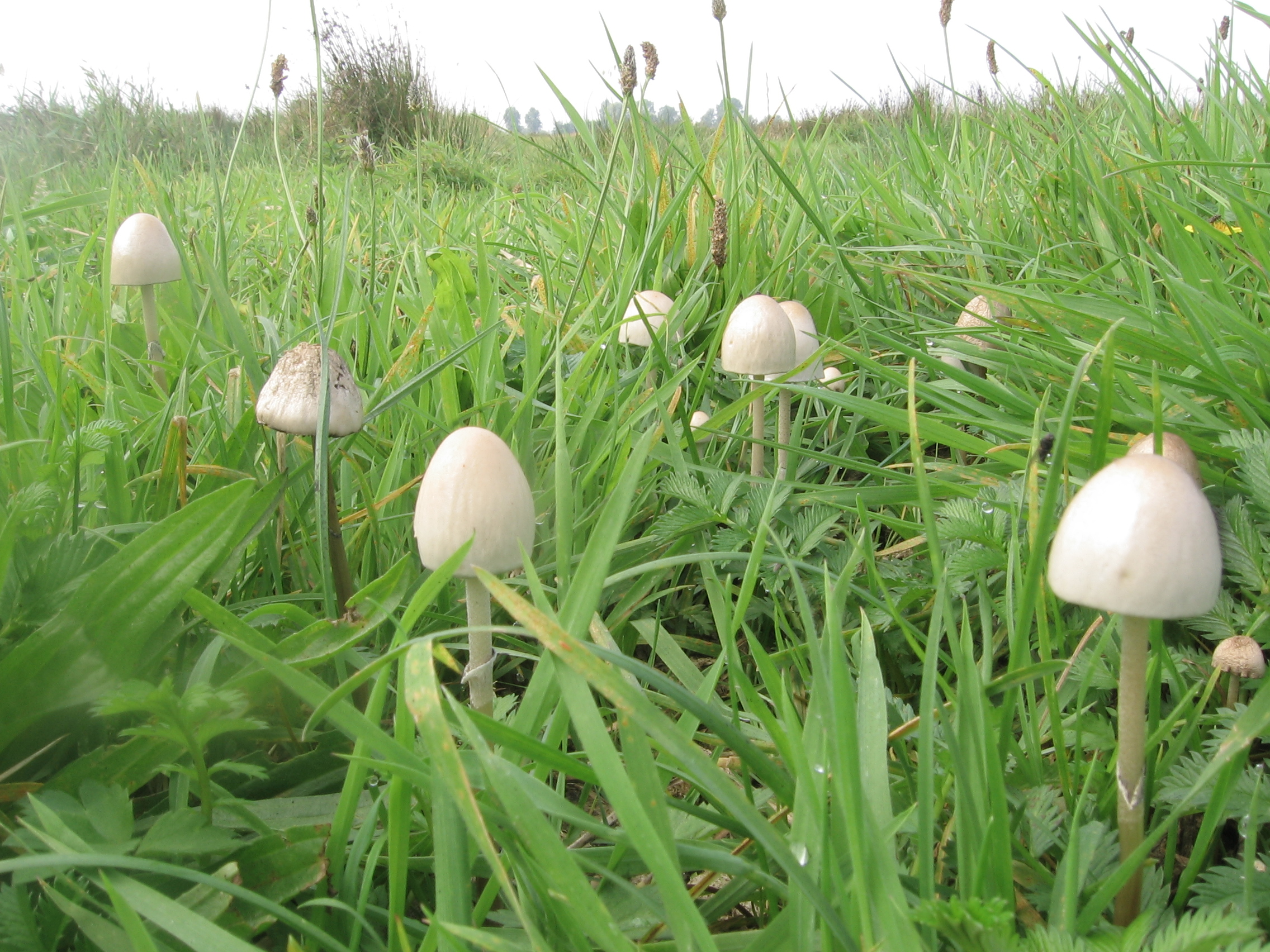
Panaeolus semiovatus var. semiovatus
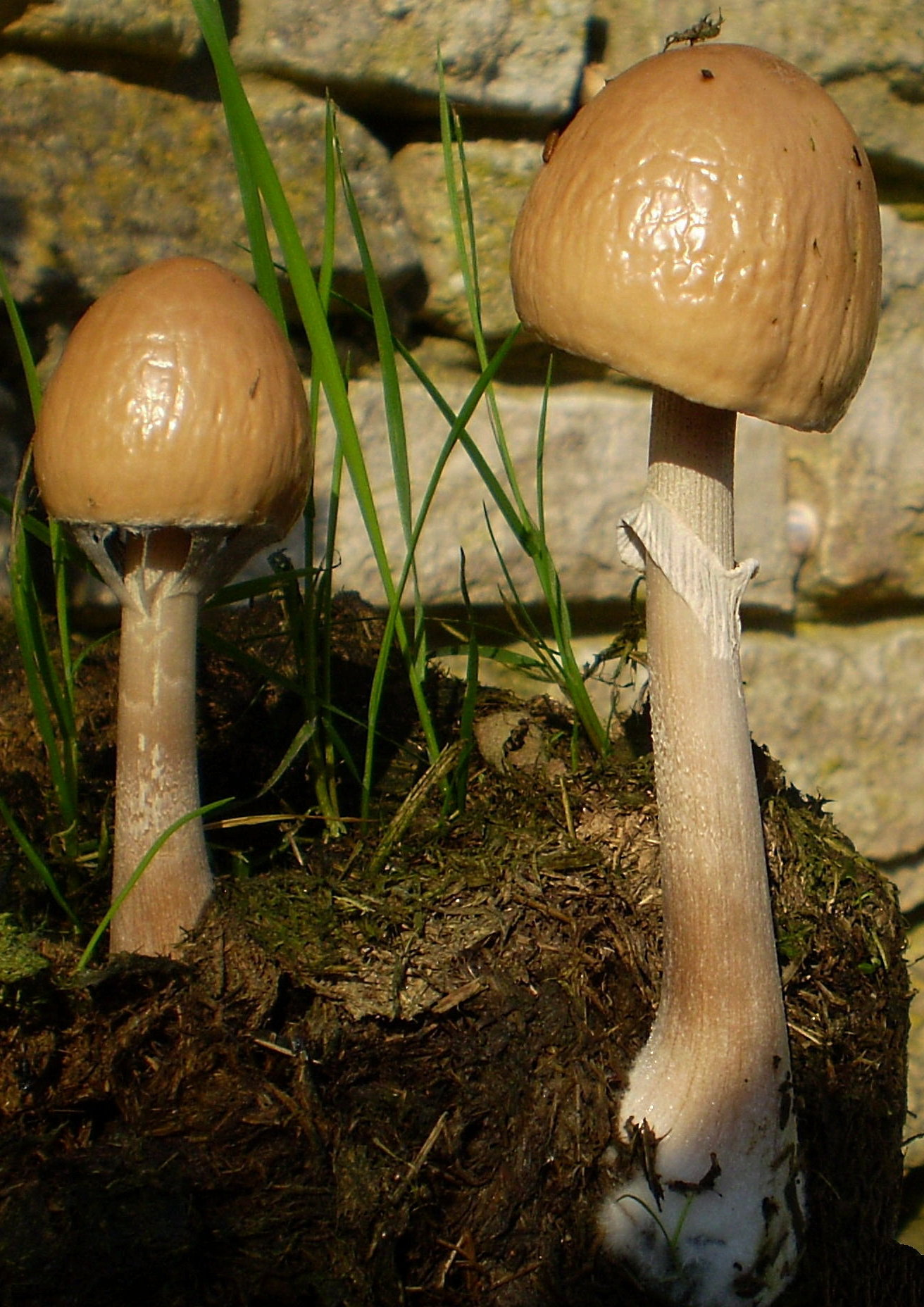
Panaeolus semiovatus var. semiovatus trên phân ngựa.
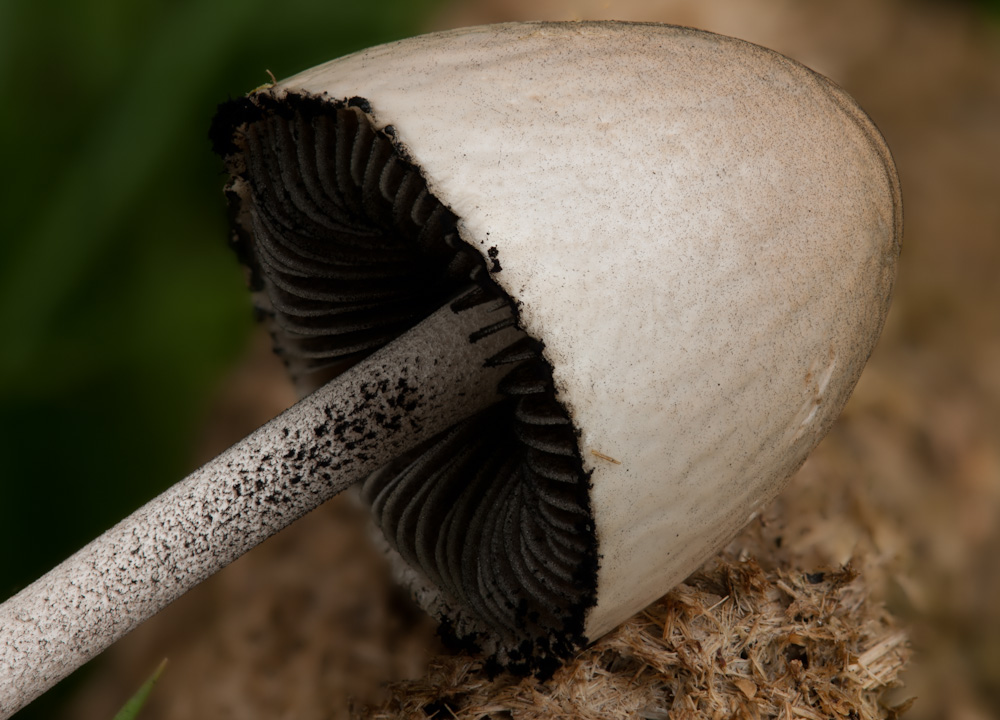
Nhìn gần.